# (5585) Паркс
(5585) Паркс (лат. Paulharris) — астероид, относящийся к группе астероидов пересекающих орбиту Марса и принадлежащий к тёмному спектральному классу C. Он был открыт 28 июня 1990 года американским астрономом Элеанор Хелин в Паломарской обсерватории и назван в честь американского инженера Роберта Дж. Паркса (англ. Robert J. Parks).

Орбита астероида Паркс и его положение в Солнечной системе